# Associazione Studenti Sportivi Italiani Milano
(Arrigo Muggiani, 1º gennaio 1922)
L'Associazione Studenti Sportivi Italiani Milano, o Assi Società Sportiva Milano, nota soprattutto come A.S.S.I. Milano, è stata una squadra di pallacanestro maschile italiana.
Come ricordava Arrigo Muggiani, la società fu fondata dagli studenti dell'istituto privato di istruzione superiore di Milano Cavalli e Conti con la collaborazione della sezione milanese della YMCA. La squadra milanese fu un'autentica protagonista della preistoria del campionato italiano, vincendo sei scudetti in sette stagioni tra il 1921 ed il 1927, prima di scomparire dopo la stagione 1930.
Il primo scudetto lo vinse nel 1921. Si confermò nel 1922: dopo aver battuto Juvenilia, Comense e US Milanese nel girone B di qualificazione, l'ASSI vinse anche semifinale e finale contro le prime 2 classificate del girone A. Nei cinque anni successivi l'ASSI dominò, perdendo solo il titolo 1923, conquistato dall'Internazionale Milano in finale proprio contro l'ASSI. Per tutte le stagioni l'allenatore in campo fu Guido Brocca, che a tutt'oggi è il secondo allenatore più titolato d'Italia in quanto a scudetti dopo Cesare Rubini.

## Stagioni passate
| Stagione | Formazione |
| -------- | --- |
| 1921     | Amagni, Guido Brocca, Carlo Canevini, Alberto Valera, Giannino Valli.                                                       |
| 1922     | Amagni, Guido Brocca, Carlo Canevini, Alberto Valera, Giannino Valli.                                                       |
| 1923     | |
| 1924     | Ballerini, Bruno Bianchi, Guido Brocca, Carlo Canevini, Alberto Valera, Giannino Valli.                                     |
| 1925     | Luigi Binda, Guido Brocca, Carlo Canevini, Giannino Valli, Camillo Veronesi.                                                |
| 1926     | Bruno Bianchi, Guido Brocca, Carlo Canevini, Aldo Roveda, Giuseppe Sessa, Alberto Valera.                                   |
| 1927     | Bruno Bianchi, Guido Brocca, Carlo Canevini, Aldo Roveda, Giuseppe Sessa, Alberto Valera, Giannino Valli, Camillo Veronesi. |
| 1928     | |
| 1930     | |

## Palmarès
- Campionato italiano: 6
1921-22, 1922, 1924, 1925, 1926, 1927